# Транспортный институт (Рига)
Транспортный институт (Рига) (латыш. Transporta institūts, сокращённо DzI) — структурное подразделение Факультета машиноведения, транспорта и аэронавтики Рижского технического университета, ранее отдельное высшее учебное заведение.

## История
Основан в конце 1992 года на базе Рижского филиала Ленинградского института инженеров железнодорожного транспорта. Рижский филиал появился в январе 1965, его задачей было повышение качества получения заочного высшего образования сотрудниками Прибалтийской железной дороги — жителями Латвии, Литвы, Эстонии и Калининградской области. За долгие годы более 3000 человек смогли повысить свой уровень образования и стать инженерами. В 1991—1992 был частью Рижского технического университета, а после становится самостоятельным учебным заведением.
Расположен в Торнякалнсе, на улице Индрикя, 8 (автомобильная кафедра — на ул. Эзермалас).

## Кафедры

Здание института

В состав института входят три кафедры.
- Железнодорожного транспорта

Железнодорожный подвижной состав (конструкция, диагностика, эксплуатация, ремонт локомотивов и вагонов), организация железнодорожного управления, технологии транспортной логистики, организация и управление коммерческой деятельностью, рельсовые дороги и эксплуатация.
- Автоматики и телематики железнодорожного транспорта.

Системы автоматики и телематики, автоматизированное управление процессами, информационные технологии в транспортной логистике (XML, C++, Java, PHP, сетевые реляционные базы данных — SQL, Oracle, MS SQL Server, MySQL, DB2, администрирование сетей на базе GNU/Linux и Microsoft Windows), информационная поддержка транспортных логистических центров (экспедиторы, диспетчеры, эффективное использование подвижного состава); компьютерные сети, железнодорожные расписания, оптические сети и системы связи, мобильные сети, автоматизированные системы мониторинга.
- Автомобильная[2]